# Cneu Asínio Marrucino
Cneu Asínio Marrucino (em latim: Gnaeus Asinius Marrucinus) foi um senador romano (provavelmente a partir de 39 a.C.) nomeado governador da Ásia entre 34 e 33 a.C.. Era filho de Cneu Asínio e irmão de Caio Asínio Polião, cônsul em 40 a.C.. Seu nome sugere uma origem familiar entre os marrucinos. É possível, por conta disto, que ele tenha sido neto de Hério Asínio, um plebeu que foi general dos marrucinos que lutaram ao lado dos itálicos na Guerra Social.
Era amigo do poeta Cátulo, que o repreendeu jocosamente por roubar guardanapos em uma festa.